# Bos Wars

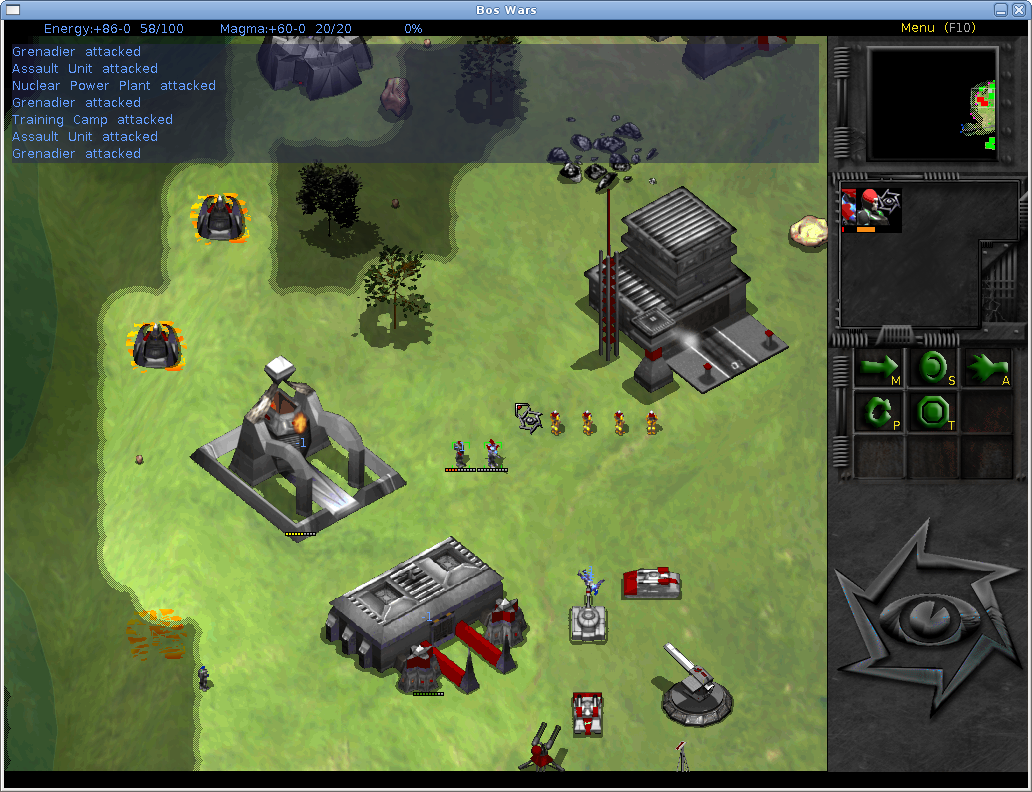
Capture d'écran du jeu (v2.5.0).

Battle of Survival Wars est un jeu vidéo de stratégie en temps réel open source et multiplateforme, dont le développement débute au début des années 2000.

## Histoire

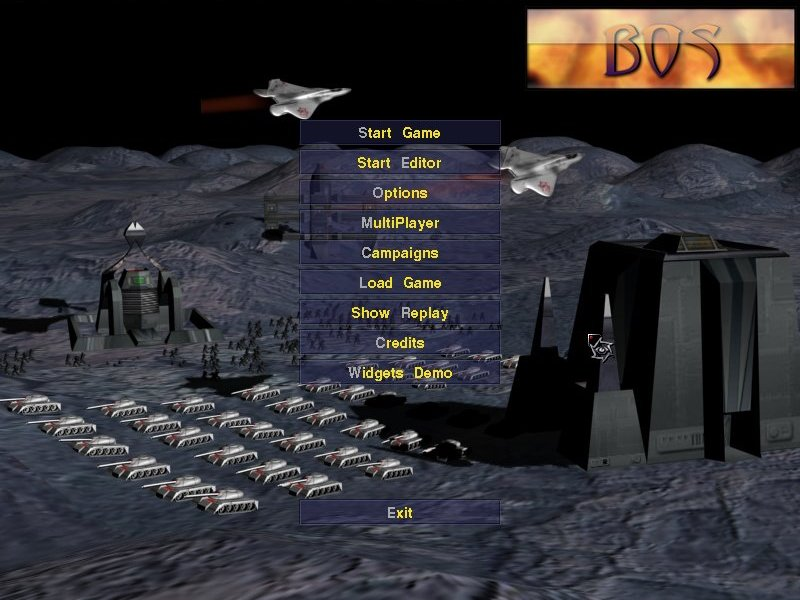
Ecran titre de Bos Wars (avant v2.2.1).

Le projet est lancé par Tina Petersen, sous le nom d' Invasion - Battle of Survival. À la mort de Petersen en 2003, François Beerten devient le chef de file du projet. La première version publique v1.0 date de mars 2004. En juin 2007, le moteur de jeu Stratagus fusionne avec BOS et le jeu devient connu sous le nom de Bos Wars. La communauté du jeu poursuit le développement du jeu pendant un certain temps, mais la dernière version est la 2.7.0 en 2013.

## Système de jeu

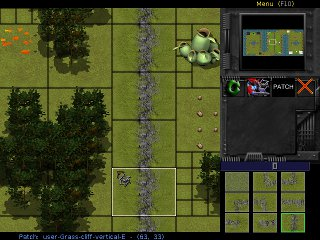
Éditeur de tuiles de Bos Wars (v2.6.0).

La carte du jeu commence initialement par un brouillard de guerre couvrant toutes les zones qui ne sont pas couvertes par la portée de vue des unités du joueur. Au fur et à mesure que les unités explorent la carte, l'obscurité est supprimée. Les zones révélées qui ne sont pas à portée de vue sont à nouveau assombries pour masquer le mouvement des unités ennemies sur ces zones. Tous les joueurs ont les mêmes bâtiments et unités. Il n'y a pas de recherche dans le jeu, il est donc possible de construire instantanément de nouveaux bâtiments, avions, véhicules terrestres et troupes après avoir collecté suffisamment de ressources pour les construire.
Les ressources du jeu sont le magma et l'énergie. Le magma est recueilli par des ingénieurs ou des moissonneurs à partir de roches ou fabriqué par des pompes à magma à partir de points chauds. L'énergie est recueillie par des ingénieurs ou des cueilleurs d'arbres ou de morilles, ou fabriquée par des centrales électriques.
Il existe trois types de structures : de base, d'unité et de défense. Les structures de base sont les centrales électriques, les pompes magmatiques, les radars, les caméras et les voûtes. Les structures d'unité sont des camps d'entraînement, des usines de véhicules, des hôpitaux et des usines d'avions. Enfin, les bâtiments défensifs sont des tourelles, des canons et des silos à missiles.

## Caractéristiques techniques
Le jeu est écrit en C++ et Lua avec la librairie SDL. Le jeu utilise un moteur de jeu basé sur le moteur Stratagus. À l'origine, la structure des données du jeu est séparée du moteur graphique, mais elle est fusionnée dans le jeu en 2007, et le projet Stratagus est fusionné dans le projet Bos Wars peu de temps après le changement de moteur.
Bien qu'un serveur central officiel n'ait pas été créé, Bos Wars prend en charge le jeu en ligne multijoueur à condition que les utilisateurs puissent obtenir les adresses IP des adversaires potentiels. Certains sites Web permettent aux utilisateurs d'échanger facilement leurs adresses IP pour jouer à Bos Wars.

## Réception et impact
Bos Wars est sur la liste LinuxLinks des 42 meilleurs jeux Linux,. PC Advisor écrit en 2010 que Bos Wars est un jeu divertissant mais qui prend beaucoup d'effort à l'apprentissage.
Il devient un ensuite freeware populaire avec plusieurs dizaines de milliers de téléchargements sur Softonic,.